# Kingdom of Heaven (soundtrack)
Kingdom of Heaven is de originele soundtrack, gecomponeerd en gedirigeerd door Harry Gregson-Williams voor de film Kingdom of Heaven uit 2005 van Ridley Scott. Het album werd uitgebracht op 26 april 2005 door Sony Classical.
De partituur werd uitgevoerd door The London Session Orchestra en het ensemble Fretwork en de Britse koren The Bach Choir en The Choir Of The King's Consort. De muziek werd opgenomen in de AIR Lyndhurst Hall en opgenomen en gemixt in de Abbey Road Studios door geluidstechnicus Peter Cobbin. De muziek werd gemasterd door Simon Gibson. Aanvullende muziek is van Stephen Barton.
Niet op het album, maar wel in de film hoor je de opera-aria "Vide cor meum" die geschreven is door Patrick Cassidy en gezongen door Danielle de Niese en Bruno Lazzaretti, voor Scotts-film Hannibal uit 2001. Wel bevat het nummer "Coronation" een interpolatie van deze aria.

## Tracklijst
Alle muziek en teksten zijn geschreven door Harry Gregson-Williams, tenzij anders vermeld. 
| 1.                 | Burning the Past                                                                | 2:48 |
| 2.                 | Crusaders                                                                       | 1:41 |
| 3.                 | Swordplay                                                                       | 2:01 |
| 4.                 | A New World                                                                     | 4:21 |
| 5.                 | To Jerusalem                                                                    | 1:38 |
| 6.                 | Sibylla                                                                         | 1:49 |
| 7.                 | Ibelin                                                                          | 2:05 |
| 8.                 | Rise a Knight                                                                   | 2:43 |
| 9.                 | The King                                                                        | 5:45 |
| 10.                | The Battle of Kerak                                                             | 5:36 |
| 11.                | Terms                                                                           | 4:29 |
| 12.                | Better Man                                                                      | 3:29 |
| 13.                | Coronation                                                                      | 3:03 |
| 14.                | An Understanding                                                                | 4:13 |
| 15.                | Wall Breached                                                                   | 3:43 |
| 16.                | The Pilgrim Road                                                                | 4:07 |
| 17.                | Saladin                                                                         | 4:44 |
| 18.                | Path to Heaven                                                                  | 1:38 |
| 19.                | Light of Life (Ibelin Reprise) – featuring Natacha Atlas (tekst: Natacha Atlas) | 2:10 |
| Totale duur: 62:03 |                                                                                 |      |

## Personeel
- Catherine Bott en Nicole Tibbles – zang (sopraan)
- Paul Clarvis, Mercan Dede, Tim Garside, Dawson Miller, Frank Ricotti en Hussein Zahawy – drums (etnische / tribale drums)
- Nigel Eaton – draailier
- Richard Harvey – houtblazer
- Jacob Herringman – luit
- Hugh Marsh – elektrische viool
- Neva Ozgen – kemenche
- Lisbeth Scott – zang
- Martin Tillman – elektrische cello
- Yurdal Tokan – oed

## Hitnoteringen

### VlaamseUltratop 100 Albums
| Hitnotering: 28-05-2005 t/m 11-06-2005 | Hitnotering: 28-05-2005 t/m 11-06-2005 | Hitnotering: 28-05-2005 t/m 11-06-2005 | Hitnotering: 28-05-2005 t/m 11-06-2005 | Hitnotering: 28-05-2005 t/m 11-06-2005 |
| Week:                                  | 1                                      | 2                                      | 3                                      |                                        |
| -------------------------------------- | -------------------------------------- | -------------------------------------- | -------------------------------------- | -------------------------------------- |
| Positie:                               | 57                                     | 61                                     | 85                                     | uit                                    |

## Prijzen en nominaties
Gregson-Williams ontving voor de muziek van Kingdom of Heaven enkele prijzen en nominaties, de belangrijkste:
| Jaar | Prijs            | Categorie        | Genomineerde(n)        | Uitslag  |
| ---- | ---------------- | ---------------- | ---------------------- | -------- |
| 2005 | Satellite Awards | Beste soundtrack | Harry Gregson-Williams | Gewonnen |